# Poběžovice u Přelouče
Pour les articles homonymes, voir Poběžovice (homonymie).
Poběžovice u Přelouče (en allemand : Pobieschowitz) est une commune du district et de la région de Pardubice, en République tchèque. Sa population s'élevait à 125 habitants en 2024.

## Géographie
Poběžovice u Přelouče se trouve à 6 km au sud-sud-est de Přelouč, à 16 km à l'ouest-sud-ouest de Pardubice, à 30 km au sud-ouest de Hradec Králové et à 83 km à l'est de Prague.
La commune est limitée par Přelouč à l'ouest et au nord, par Jedousov au nord-est, par Choltice à l'est, et par Lipoltice au sud et au sud-ouest.

## Histoire
La première mention écrite de la localité remonte à 1399.

## Galerie

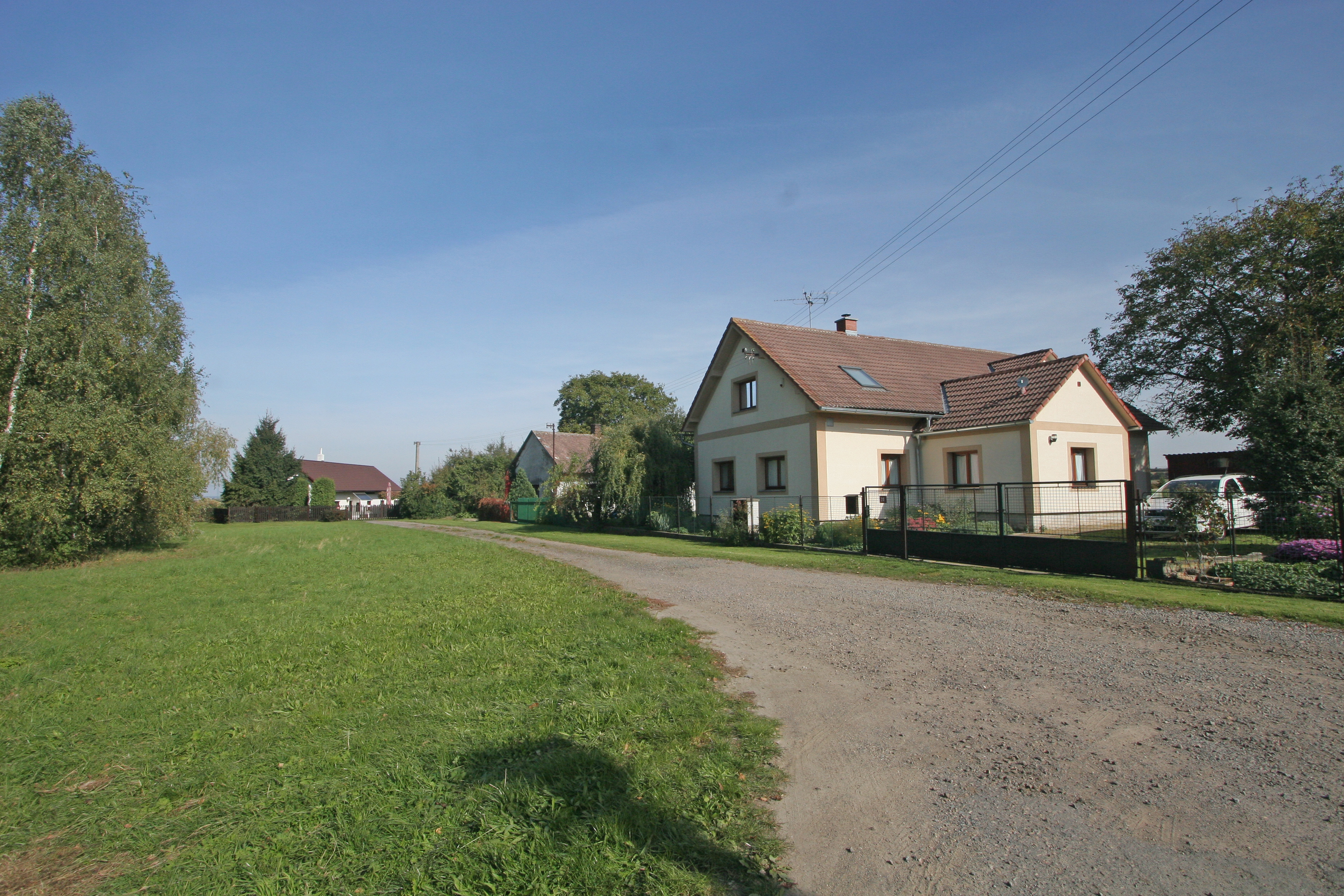
Maisons à Poběžovice u Přelouče.
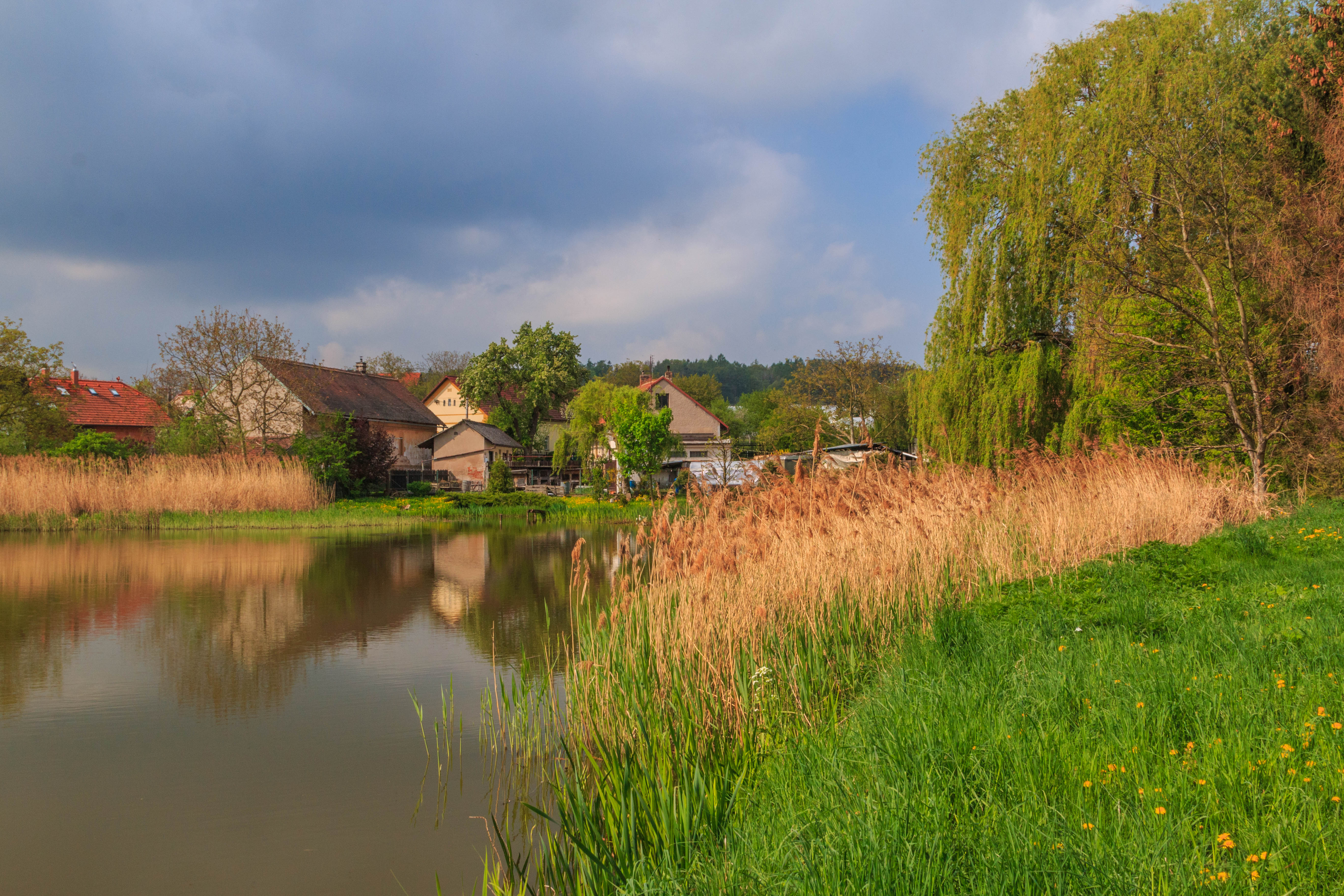
Étang Rosol.

## Transports
Par la route, Poběžovice u Přelouče se trouve à 7 km de Přelouč, à 19 km de Pardubice et à 104 km de Prague. 